# マシュー・ルーゴ
マシュー・ジャベル・ルーゴ（Matthew Jabel Lugo, 2001年5月9日 - ）は、プエルトリコマナティ出身のプロ野球選手（外野手）。右投右打。MLBのロサンゼルス・エンゼルス所属。

## 経歴

### プロ入りとレッドソックス傘下時代
2019年のMLBドラフト 2巡目（全体69位）でボストン・レッドソックスから指名されプロ入り。傘下のルーキー級フロリダ・コンプレックスリーグ・レッドソックスでプロデビューし、39試合に出場して打率.257、出塁率.342、長打率.331、本塁打1本を記録した。
2020年は新型コロナウイルスの影響でマイナーリーグの試合が開催されず、公式戦への出場はなかった。
2021年はA級セイラム・レッドソックスで過ごし、105試合で打率.270、本塁打4本、50打点を記録した。
2022年は殆どをA+級グリーンビル・ドライブで過ごし、シーズン終盤にAA級ポートランド・シードッグスに昇格した。2球団合計で打率.282、本塁打18本、打点79を記録した。
2023年はAA級ポートランドで過ごし、83試合で打率.242、本塁打5本、打点37を記録した。

### エンゼルス時代
2024年7月30日にルイス・ガルシアとのトレードでライアン・ゼファージャン、ニコ・カバダス、イェファーソン・バルガスと共にロサンゼルス・エンゼルスに移籍した。シーズン終了後、ルール5ドラフトでの流出を防ぐため、40人枠入りした。
2025年はAAA級ソルトレイク・ビーズでスタートし、5月9日にMLBデビューを果たした。

## 詳細情報
- 15（2025年 - ）